# رضا سجادی
رضا سجادی (۱۲۹۹ در مشهد – ۳۰ آبان ۱۳۹۴) اولین گوینده و دوبلور سازمان صداوسیما بود و حدود ۷۵ سال در رادیو فعالیت کرد.

## زندگی‌نامه
رضا سجادی فرزند سیدمصطفی سرابی واعظ و ناطق زبردست بود که در سال ۱۲۹۹ خورشیدی در مشهد به دنیا آمد. وی تحصیلات ابتدایی و متوسط را در زادگاه خود به پایان رساند و وارد دانشکده ادبیات دانشگاه تهران شد. وی برادر سید ضیاءالدین سجادی بود.
سجادی در سال ۱۳۱۹ (دومین سال تأسیس) رادیو پهلوی (اولین نام رادیو ایران) به معرفی یکی از آشنایان برای امتحان گویندگی به محل بی‌سیم پهلوی رفت و از جانب مأمور آلمانی که استخدام می‌کرد پذیرفته شد تا مقارن ساعت دوازده ظهر خبرهای اداره اخبار را بخواند.
رضا سجادی مدتی به ریاست اداره رادیو منصوب شد و مدتی هم ریاست اداره مطبوعات وزارت پیشه و هنر را عهده‌دار بود. رضا سجادی ناطقی زبردست، ادیبی پرمایه و شعرشناس بود. او اشعار زیادی را در حافظه داشت و هنگام محاوره از اشعار حافظ، شاهد و مثال می‌آورد.
بعد از انقلاب اسلامی کوتاه مدتی در تهران دستگیر شد، اما تعلقش به خانواده‌ای روحانی و آشنایی اش با علما و مراجع به ویژه مانند سید شهاب‌الدین مرعشی نجفی باعث شد که مدت کوتاهی در زندان نماند.
شامگاه شنبه ۳۰ آبان ۱۳۹۴ به علت کهولت سن در سن ۹۵ سالگی درگذشت.